# Даль, Андре Октай
Андре Октай Даль (норв. André Oktay Dahl; род. 7 июля 1975 года) — норвежский политик.
Окончил Университет Осло в 2002 году со степенью магистра права. Во время службы в Королевской гвардии играл на кларнете в её музыкальном батальоне.
Член Консервативной партии Норвегии, с 2008 г. возглавляет её региональное отделение в Акерсхусе. В 1999—2003 и 2003—2007 гг. депутат муниципального совета. В 2005—2009 гг. депутат парламента Норвегии, член комитета по законодательству.
Открытый гей, 30 ноября 2007 года зарегистрировал гражданское партнёрство с Дэвидом Костедом.